# Campeonato da Europa de Atletismo de 2022 - 3000 m com obstáculos feminino
A prova dos 3000 metros com obstáculos feminino do Campeonato da Europa de Atletismo de 2022 foi disputada entre os dias 18 a 20 de agosto de 2022, no Estádio Olímpico de Munique, em Munique na Alemanha.

## Recordes
Antes desta competição, os recordes mundiais e do campeonato nesta prova eram os seguintes:
|                       | Nome               | Nacionalidade | Tempo     | Local     | Data                 |
| --------------------- | ------------------ | ------------- | --------- | --------- | -------------------- |
| Recorde mundial       | Beatrice Chepkoech | Quênia        | 8m 44s 32 | Mônaco    | 20 de julho de 2018  |
| Recorde europeu       | Gulnara Samitova   | Rússia        | 8m 58s 81 | Pequim    | 17 de agosto de 2008 |
| Recorde do campeonato | Yuliya Zarudneva   | Rússia        | 9m 17s 57 | Barcelona | 30 de julho de 2010  |

Os seguintes recordes foram estabelecidos durante esta competição: 
| Data         | Evento | Atleta     | Nacionalidade | Tempo     | Notas                 |
| ------------ | ------ | ---------- | ------------- | --------- | --------------------- |
| 20 de agosto | Final  | Luiza Gega | Albânia       | 9m 11s 31 | Recorde do campeonato |

## Medalhistas
| Ouro             | Prata           | Bronze               |
| Luiza Gega (ALB) | Lea Meyer (GER) | Elizabeth Bird (GBR) |

## Cronograma
Todos os horários são locais (UTC+2).
| Data         | Hora  | Evento  |
| ------------ | ----- | ------- |
| 18 de agosto | 09:20 | Bateria |
| 20 de agosto | 22:13 | Final   |

## Resultados

### Bateria
Qualificação: 5 atletas de cada bateria (Q) mais os 5 melhores qualificados (q).
| Posição | Bateria | Atleta                  | Nacionalidade | Tempo    | Notas                |
| ------- | ------- | ----------------------- | ------------- | -------- | -------------------- |
| 1       | 1       | Luiza Gega              | Albânia       | 9:30.93  | Q                    |
| 2       | 1       | Tuğba Güvenç            | Turquia       | 9:31.86  | Q,                   |
| 3       | 1       | Alicja Konieczek        | Polónia       | 9:33.54  | Q,                   |
| 4       | 1       | Aimee Pratt             | Reino Unido   | 9:39.22  | Q                    |
| 5       | 2       | Lea Meyer               | Alemanha      | 9:39.55  | Q                    |
| 6       | 2       | Adva Cohen              | Israel        | 9:39.99  | Q                    |
| 7       | 2       | Elizabeth Bird          | Reino Unido   | 9:40.05  | Q                    |
| 8       | 2       | Irene Sánchez-Escribano | Espanha       | 9:41.12  | Q                    |
| 9       | 2       | Chiara Scherrer         | Suíça         | 9:41.85  | Q                    |
| 10      | 1       | Claudia Prisecaru       | Roménia       | 9:43.51  | Q                    |
| 11      | 2       | Elena Burkard           | Alemanha      | 9:43.97  | q                    |
| 12      | 2       | Carolina Robles         | Espanha       | 9:45.70  | q                    |
| 13      | 2       | Maruša Mišmaš-Zrimšek   | Eslovênia     | 9:46.06  | q                    |
| 14      | 1       | Nataliya Strebkova      | Ucrânia       | 9:47.35  | q                    |
| 15      | 1       | Michelle Finn           | Irlanda       | 9:49.85  | q                    |
| 16      | 1       | Olivia Gürth            | Alemanha      | 9:50.95  |                      |
| 17      | 2       | Flavie Renouard         | França        | 9:51.49  |                      |
| 18      | 1       | Greta Karinauskaitė     | Lituânia      | 9:55.11  |                      |
| 19      | 2       | Lena Millonig           | Áustria       | 9:57.50  |                      |
| 20      | 1       | Linn Söderholm          | Suécia        | 9:57.53  |                      |
| 21      | 1       | Alexa Lemitre           | França        | 9:58.49  |                      |
| 22      | 2       | Patrycja Kapała         | Polónia       | 9:59.46  |                      |
| 23      | 1       | Blanca Fernández        | Espanha       | 10:00.26 |                      |
| 24      | 2       | Eilish Flanagan         | Irlanda       | 10:00.72 |                      |
| 25      | 1       | Lili Anna Tóth          | Hungria       | 10:08.18 | Recorde da temporada |
| 26      | 1       | Elise Thorner           | Reino Unido   | 10:08.46 |                      |
| 27      | 2       | Emilia Lillemo          | Suécia        | 10:09.18 |                      |
| 28      | 1       | Martina Merlo           | Itália        | 10:12.13 |                      |
| 29      | 1       | Eline Dalemans          | Bélgica       | 10:15.73 |                      |
| 30      | 2       | Laura Dalla Montà       | Itália        | 10:28.20 |                      |
| 31      | 2       | Ruken Tek               | Turquia       | 10:31.84 |                      |

### Final
A final ocorreu no dia 20 de agosto às 22:13.
| Posição           | Atleta                  | Nacionalidade | Tempo   | Notas                 |
| ----------------- | ----------------------- | ------------- | ------- | --------------------- |
| Medalha de ouro   | Luiza Gega              | Albânia       | 9:11.31 | Recorde do campeonato |
| Medalha de prata  | Lea Meyer               | Alemanha      | 9:15.35 | Recorde pessoal       |
| Medalha de bronze | Elizabeth Bird          | Reino Unido   | 9:23.18 |                       |
| 4                 | Alicja Konieczek        | Polónia       | 9:25.15 | Recorde pessoal       |
| 5                 | Tuğba Güvenç            | Turquia       | 9:25.58 | Recorde pessoal       |
| 6                 | Claudia Prisecaru       | Roménia       | 9:35.17 |                       |
| 7                 | Aimee Pratt             | Reino Unido   | 9:35.31 |                       |
| 8                 | Adva Cohen              | Israel        | 9:36.84 |                       |
| 9                 | Nataliya Strebkova      | Ucrânia       | 9:37.52 |                       |
| 10                | Irene Sánchez-Escribano | Espanha       | 9:37.84 |                       |
| 11                | Carolina Robles         | Espanha       | 9:38.96 |                       |
| 12                | Elena Burkard           | Alemanha      | 9:39.63 | Recorde da temporada  |
| 13                | Chiara Scherrer         | Suíça         | 9:43.95 |                       |
| 14                | Michelle Finn           | Irlanda       | 9:47.57 |                       |
| 15                | Maruša Mišmaš-Zrimšek   | Eslovênia     | 9:53.81 |                       |

Legenda
| Recorde mundial       | Recorde mundial (World record)               |                       | Recorde africano                      | Recorde africano (African) |                                           | Q | Classificado por posição (Qualified) |
| Recorde do campeonato | Recorde do campeonato (Championship record)  | Recorde da América    | Recorde da América (Americas)         | q                          | Classificado por melhor tempo (Qualified) |   |                                      |
| Melhor marca do ano   | Melhor marca do ano (World leading)          | Recorde asiático      | Recorde asiático (Asian)              | DNS                        | Não largou (Did not start)                |   |                                      |
| Recorde nacional      | Recorde nacional (National record)           | Recorde europeu       | Recorde europeu (European)            | DNF                        | Não terminou (Did not finish)             |   |                                      |
| Recorde pessoal       | Recorde pessoal do atleta (Personal best)    | Recorde da Oceania    | Recorde da Oceania (Oceania)          | DSQ / DQ                   | Desclassificado (Disqualified)            |   |                                      |
| Recorde da temporada  | Recorde da temporada do atleta (Season best) | Recorde sul-americano | Recorde sul-americano (South America) | NM                         | Sem marca (No mark)                       |   |                                      |